# Font de Davall (Erinyà)
La Font de Davall és una font del poble d'Erinyà, de l'antic terme de Toralla i Serradell, pertanyent a l'actual municipi de Conca de Dalt, al Pallars Jussà.
Està situada a 712 m d'altitud, al costat de ponent d'Erinyà, a la Plana d'Agustí, damunt dels Horts de la Font, que queden dessota seu i a migdia de l'emplaçament de la font.